# Cheat Codes
Cheat Codes é um trio de DJ americano de música eletrônica de Los Angeles, Califórnia formado em 2014. O grupo é mais conhecido pelo seu single de 2016 "Sex", que contém um sample de "Let's Talk About Sex" de Salt-N-Pepa. Em 31 de março de 2017 o trio lançou seu mais recente single, "No Promises" com participação de Demi Lovato.

## História

### 2014-15: Formação esinglede estreia
O Cheat Codes é composto pelo membros originais Trevor Dahl, Kevin Ford e Matthew Russell. Dahl havia gravado algumas músicas sob o nome Plug In Stereo. Antes da formação de 2014 do trio, Trevor e Matt moraram juntos e mais tarde compuseram e gravaram uma música com Kevin. Seu nome foi inspirado pelo irmão de Ford, que lhe que disse que havia encontrado um "cheat code" (código de trapaça) para conseguir alguma coisa que ele queria na vida. "Nós realmente encarnamos a ideia de que tudo é possível. Para nós o verdadeiro 'cheat code' da vida é amar o que você faz e esperamos transmitir essa energia através da nossa música," eles disseram em uma entrevista.
Em 2015, eles lançaram o single de estreia intitulado "Visions", que alcançou o número 1 na parada Hype Machine. Ele foi seguido pelos singles "Don't Say No", "Senses" e "Adventure". "Adventure" alcançou o número 3 na parada Hype Machine. O grupo ganhou mais 15 milhões de visualizações no YouTube, e mais tarde eles fizeram uma turnê com o The Chainsmokers.

### 2016-presente
Em junho de 2016, eles lançaram "Let Me Hold You (Turn Me On)" com Dante Klein, que usa sample da música de Kevin Lyttle, "Turn Me On". A canção ganhou desde então mais de 100 milhões de audições. Em julho de 2016, lançaram "Sex" com Kris Kross Amsterdam, ganhando rapidamente mais de 300 milhões de audições. Em agosto de 2016, o videoclipe foi lançado para a música, e o trio se apresentou no festival Billboard Hot 100.
Eles assinaram contrato com a 300 Entertainment em setembro de 2016. Em novembro, lançaram "Queen Elizabeth", co-produzida por "Foreign Noi$e". Eles lançaram "No Promises", com colaboração de Demi Lovato em março de 2017.

## Discografia

### Extended plays
| Título       | Detalhe do álbum                                                                             |
| ------------ | -------------------------------------------------------------------------------------------- |
| Level 1 - EP | - Lançamento: 8 de junho de 2018 - Gravadora: 300 Entertainment - Formatos: Digital download |

## Singles

### Como artista principal
| Título                                                                                        | Ano  | Posições em paradas músicais | Posições em paradas músicais | Posições em paradas músicais | Posições em paradas músicais | Posições em paradas músicais | Posições em paradas músicais | Posições em paradas músicais | Posições em paradas músicais | Posições em paradas músicais | Posições em paradas músicais | Certificações                                                                            | Álbum             |
| Título                                                                                        | Ano  | EUA                          | AUS                          | AUT                          | BEL                          | FRA                          | ALE                          | HOL                          | SUE                          | SUI                          | UK                           | Certificações                                                                            | Álbum             |
| --------------------------------------------------------------------------------------------- | ---- | ---------------------------- | ---------------------------- | ---------------------------- | ---------------------------- | ---------------------------- | ---------------------------- | ---------------------------- | ---------------------------- | ---------------------------- | ---------------------------- | ---------------------------------------------------------------------------------------- | ----------------- |
| "Sex" (with Kris Kross Amsterdam)                                                             | 2016 | —                            | 17                           | 19                           | 25                           | 124                          | 14                           | 2                            | 2                            | 27                           | 9                            | - RIAA: ouro - ARIA: platina - BPI: platina - BVMI: platina                              | Non-album singles |
| "Let Me Hold You (Turn Me On)" (with Dante Klein)                                             | 2016 | —                            | 38                           | 47                           | 5                            | —                            | 49                           | 27                           | 12                           | 40                           | 36                           | - BPI: prata                                                                             | Non-album singles |
| "No Promises" (featuring Demi Lovato)                                                         | 2017 | 38                           | 17                           | 40                           | 2                            | —                            | 40                           | 35                           | 37                           | 41                           | 18                           | - RIAA: platina - ARIA: 3× platina - BPI: ouro - BVMI: ouro - NVPI: platina - RMNZ: ouro | Non-album singles |
| "Feels Great" (featuring Fetty Wap and CVBZ)                                                  | 2017 | —                            | 39                           | —                            | —                            | —                            | —                            | —                            | 99                           | —                            | —                            | - RIAA: ouro - ARIA: platina                                                             | Non-album singles |
| "Only You" (with Little Mix)                                                                  | 2018 | —                            | —                            | —                            | 35                           | —                            | —                            | —                            | 89                           | —                            | 13                           | - BPI: ouro                                                                              | Non-album singles |
| "—" indica que a gravação não foi incluída nas paradas ou não foi distribuída naquela região. |      |                              |                              |                              |                              |                              |                              |                              |                              |                              |                              |                                                                                          |                   |